# Bulbul capblanc
El bulbul capblanc (Hypsipetes thompsoni; syn: Cerasophila thompsoni) és una espècie d'ocell de la família dels picnonòtids (Pycnonotidae). Anteriorment fou considerat l'única espècie del gènere Cerasophila (avui dia en desús) si bé avui dia hi ha consens en incloure'l a Hypsipetes. El seu estat de conservació es considera de risc mínim.
En diverses llengües rep el nom de "bulbul de cap blanc" (Anglès: White-headed Bulbul. Francès: Bulbul à tête blanche).

## Descripció
- Fa uns 20 cm de llarg. Bec, potes i anell ocular vermell.
- Plomatge principalment gris, amb cap i coll blanc i les cobertores caudals inferiors rogenques.

## Hàbitat i distribució
Habita la selva humida i altres formacions boscoses de les muntanyes de Myanmar i nord-oest de Tailàndia.

## Taxonomia
En la llista mundial d'ocells del Congrés Ornitològic Internacional (versió 10.2, juliol 2020, aquest tàxon fou transferit del gènere Cerasophila a Hypsipetes.